# Излетиште Цигански логор
Цигански логор је излетиште на Фрушкој гори, налази се уз Партизански пут.
Главна обележја су два споменика посвећена партизанима и њиховим ратним акцијама. Први је посвећен Шестој источнобосанској бригади, а други Четвртој чети Фрушкогорског партизанског одреда. На овом месту можете да предахнете и уживате у хладу четинара, што је редак случај на Фрушкој гори, с обзиром на то да су они алохтона врста на овом поднебљу.